# 哈瑪星台灣鐵道館

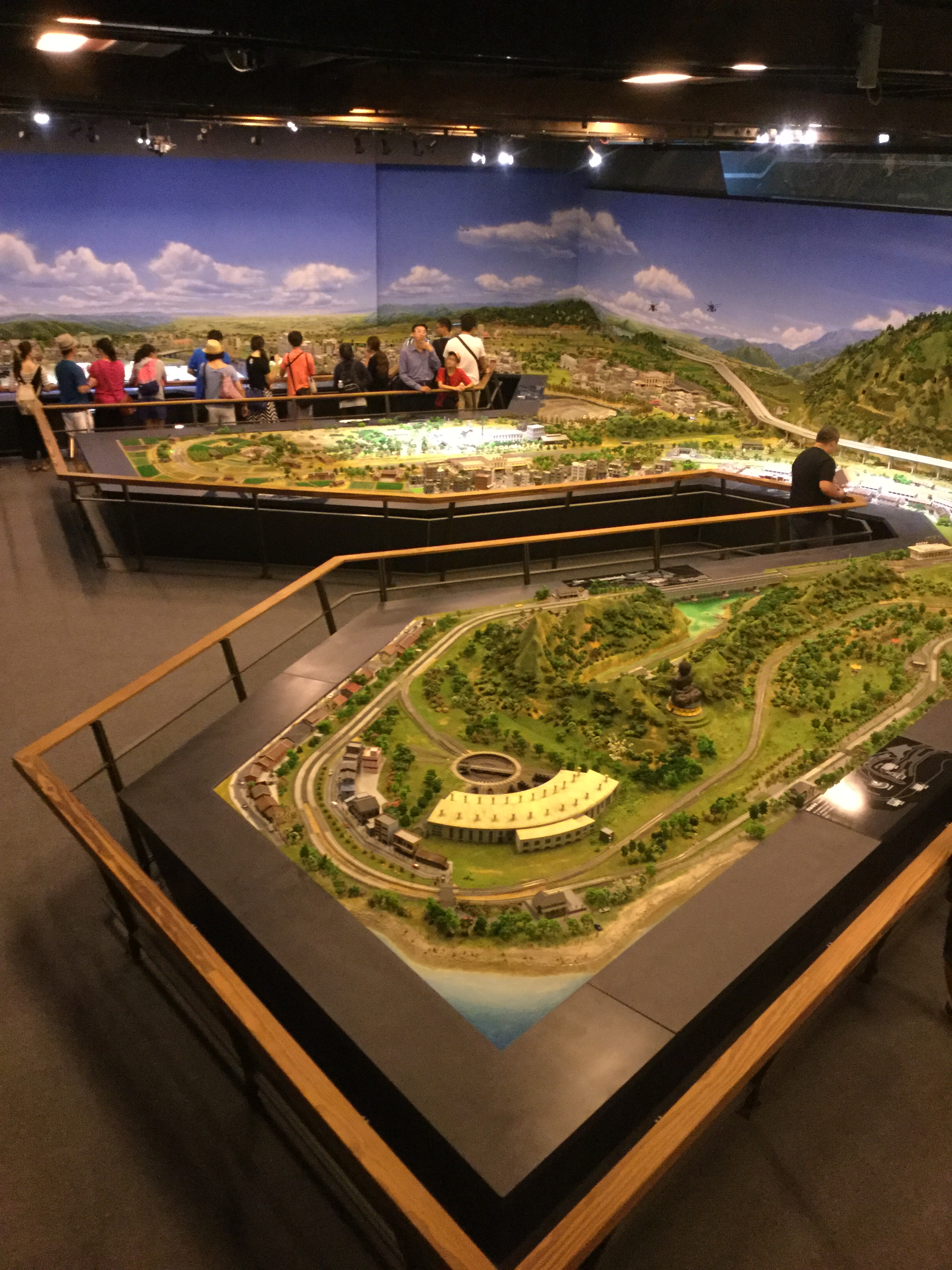
館內的鐵道模型

哈瑪星台灣鐵道館是位於臺灣高雄市鼓山區駁二藝術特區內的鐵路博物館，隸屬於高雄市政府文化局，由高雄市立歷史博物館負責管理及營運，主要以展出臺灣的鐵道模型和鐵路歷史為主，展品包括亞洲最大的HO軌立體模型。

## 歷史
哈瑪星名称来自日语“滨线”（／ Hamasen）。日治時期臺灣總督府鐵道部的纵贯铁路最南端紧邻港埠，而滨线是连接该铁路最南端和港埠，用于接驳港口的货物的鐵路支線的俗称。該線為苓雅寮至前鎮，橫跨高雄川（今愛河）的貨運鐵路線，被稱為第一臨港線，1920年因行政區劃改制將原於1908年興建的打狗驛更名為高雄驛（今高雄港車站），後因總督府將高雄市役所遷至榮町（今高雄市立歷史博物館），高雄驛也隨之遷至今日的高雄車站，原高雄驛再更名為高雄港驛。抗日戰爭後，國民政府重修高雄港驛，並改名為高雄港站，後擴建高雄港並創建高雄加工出口區的同時，延伸第一臨港線興建為中島支線、草衙支線和小港支線等，成為第二臨港線。
2014年，高雄市政府文化局和高雄市立歷史博物館合作，在駁二藝術特區的廢棄蓬萊B7、B8倉庫籌建哈瑪星台灣鐵道館；2016年6月30日正式開放，透過展示縮小版的鐵道模型呈現台灣西部鐵路的歷史。館內展出亞洲最大的HO軌立體軌道模型模型，比例約為1：87。2019年7月，高雄市立歷史博物館與日本鐵道博物館合作在哈瑪星台灣鐵道館推出交流展，展出鐵道博物館內的四件火車館藏，以及照片、模型、圖繪等展品，展期維持約一年。

## 訪問

### 入場費
- 成人：149元新台幣
- 12歲以下兒童及65歲以上長者：99元新台幣
- 3歲以下幼童、身心障礙者免費[註 1]

### 開放時間
- 週一至週日及國定假日：上午10：00至下午18：00
- 週二休館

## 外部連結
- 哈瑪星台灣鐵道館[]（英文）（日語）（繁體中文）